# جیم پارکه
جیم پارکه (انگلیسی: Jim Parque؛ زادهٔ ۸ فوریهٔ ۱۹۷۵) بازیکن بیس‌بال اهل ایالات متحده آمریکا است.
وی در مسابقات کشوری و بین‌المللی در مجموع برندهٔ ۱ مدال برنز شده‌است.